# Bournemouth
Bournemouth (wym. /ˈbɔːnməθ/) – miasto w Wielkiej Brytanii, w Anglii, w hrabstwie ceremonialnym Dorset, w dystrykcie (unitary authority) Bournemouth, Christchurch and Poole, położone nad kanałem La Manche. W 2021 roku miasto liczyło 196 455 mieszkańców.

## Informacje ogólne
Miasto jest ośrodkiem wypoczynkowym i konferencyjnym oraz popularnym kąpieliskiem. Wraz z pobliskim Poole (142 tys.) oraz mniejszymi miejscowościami: Christchurch, Ferndown, Ringwood i New Milton tworzy prawie półmilionową aglomerację. Jedną z liczniejszych grup stanowią Polacy, około 10 000 (polski kościół). Bournemouth jest jednym z ulubionych nadmorskich kurortów Anglików, cieszy się ogromną popularnością zwłaszcza wśród londyńczyków. Dzięki piaszczystej plaży i naturalnym warunkom do uprawiania sportów wodnych znajduje się w pierwszej dziesiątce najpopularniejszych miejscowości tego typu na świecie. Wzdłuż plaży rozlokowane są duże wille, hotele i pensjonaty. Na szczytach klifów znajdują się liczne parki i ogrody z pięknymi wąwozami, gdzie można spotkać np. wiewiórki. W centrum Bournemouth znajdują się liczne dyskoteki, puby, kluby nocne.
Projektowane jest zbudowanie zupełnie sztucznej rafy koralowej (worki ze specjalną, bogatą w substancje odżywcze ziemią, która przyciąga wiele organizmów tworzących rafę koralową). Jeżeli cały projekt zostanie zakończony, fala dla surferów będzie znacznie większa, możliwe będzie nurkowania na większe głębokości, a także poprawi się widoczność pod wodą.

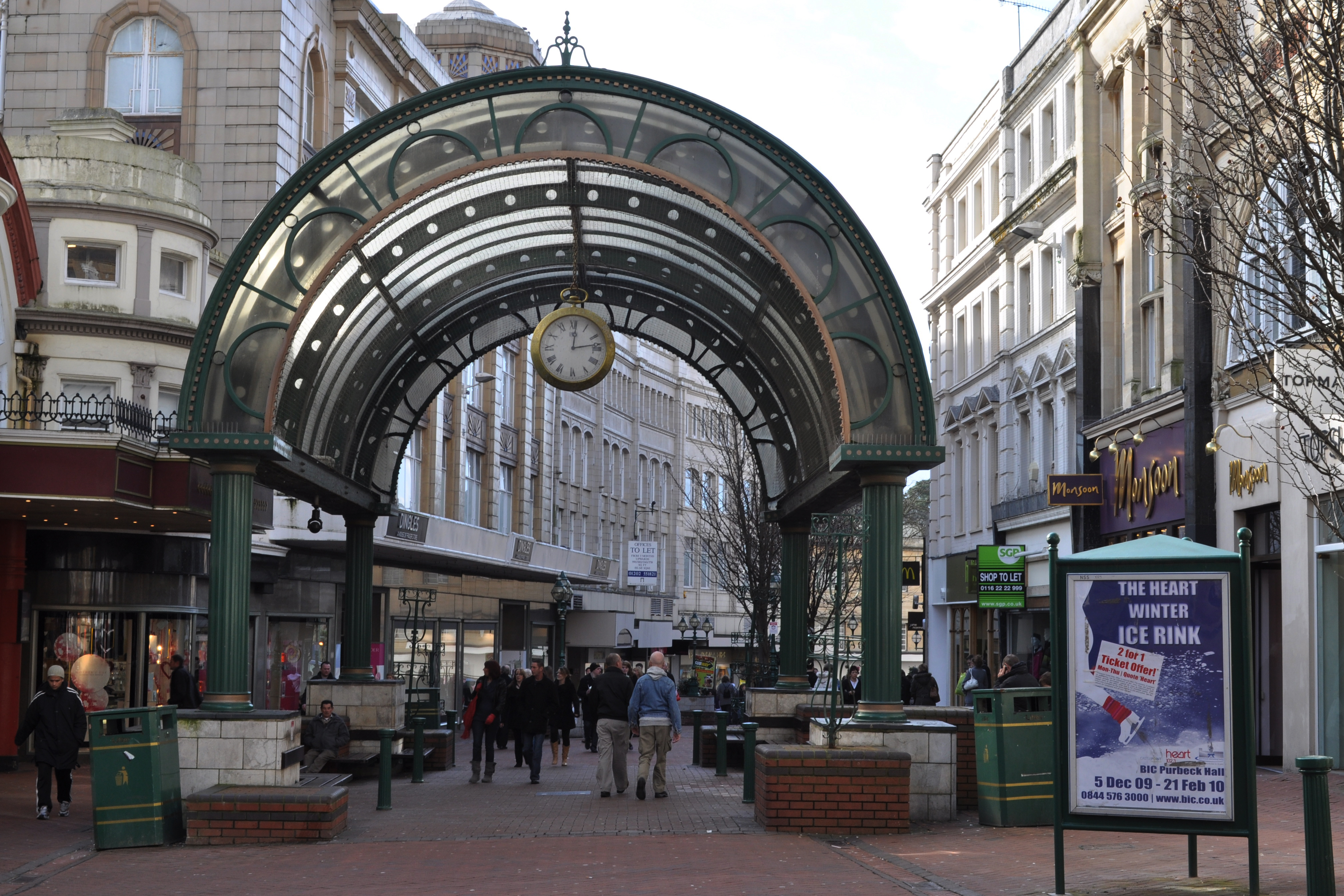
Dzielnica The Square

 Śródmieście stanowi dzielnica The Square z licznymi atrakcjami turystycznymi i typową miejską zabudową oraz największym centrum handlowym, gdzie każdego roku zimą odbywa się Festiwal Jedzenia (stragany z jedzeniem z różnych krajów). Pozostałe dzielnice różnią się od siebie znacznie. Boscombe jest dzielnicą mieszkaniową, turystyczną oraz znajduje się tam centrum handlowe. Charminster to popularna dzielnica willowa. Poza miastem, około 3 mile na północ od centrum, mieści się ogromne centrum handlowe Castlepoint.
W mieście znajduje się stacja kolejowa Bournemouth oraz uniwersytet (Bournemouth University).

## Atrakcje turystyczne
- Bournemouth Big Wheel – karuzela nad morzem
- Boscombe – dzielnica miasta obejmująca m.in. plażę oraz klifowe wybrzeża
- Bournemouth Pier – molo z licznymi atrakcjami
- Oceanarium – znajdujące się przy plaży
- BIC – Bournemouth International Centre – miejsce koncertów i dużych imprez towarzyskich
- St Peter’s Church – miejsce pochówku Mary Shelley, autorki „Frankensteina”

## Klimat
| Sty | Lut | Mar | Kwi | Maj  | Cze  | Lip  | Sie  | Wrz  | Paź  | Lis  | Gru  | Rok  |
| --- | --- | --- | --- | ---- | ---- | ---- | ---- | ---- | ---- | ---- | ---- | ---- |
| 9.6 | 9.1 | 8.7 | 9.9 | 11.4 | 13.4 | 15.2 | 16.6 | 17.2 | 16.2 | 14.3 | 11.8 | 12.8 |

## Współpraca
Miejscowości partnerskie:
- Koekelberg, Belgia
- Lucerna, Szwajcaria
- Netanja, izrael
- Târgu Mureș, Rumunia